# Hanna Zdzitowiecka
Hanna Zdzitowiecka, z domu Marszewska (ur. 29 stycznia 1909 w Warszawie, zm. 25 kwietnia 1973 w Warszawie) – polska pisarka. Dla dzieci wydała m.in. Pantofelek pięknej Rodopis w 1966.
Pochowana na cmentarzu Powązkowskim w Warszawie (kw. 232-1/2-1).

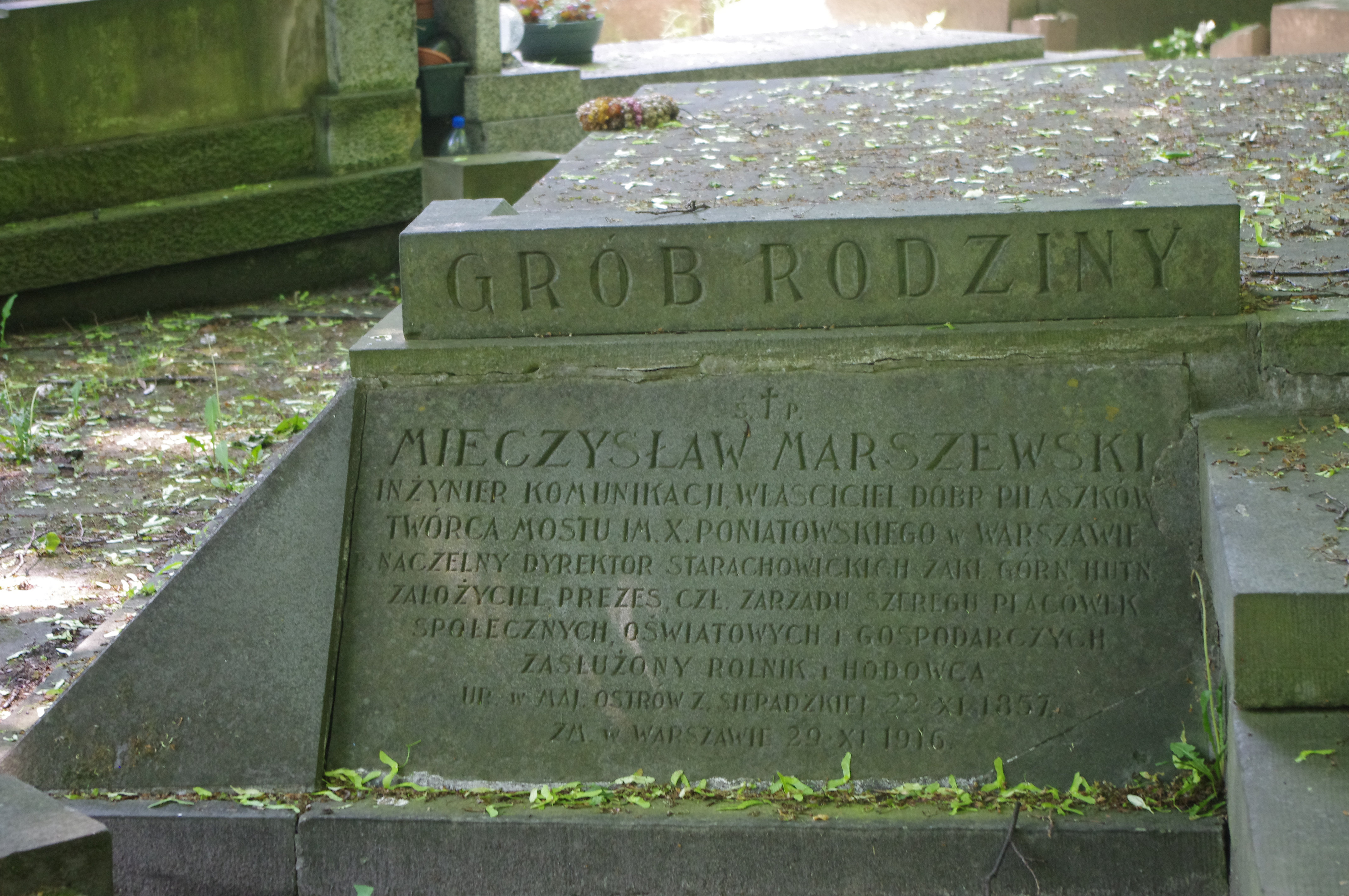
Grób Marszewskich i Hanny Zdzitowieckiej na cmentarzu Powązkowskim w Warszawie